# نروژ در المپیک تابستانی ۲۰۰۰
کشور نروژ در بازی‌های المپیک تابستانی ۲۰۰۰ سیدنی با ۹۳ ورزشکار شامل ۴۴ مرد و ۴۹ زن شرکت نمود ورزشکار این کشور در ۵۴ رویداد در ۱۵ رشته ورزشی به رقابت پرداختند که حاصل آن کسب ۴ مدال طلا ۳ مدال نقره ۳ مدال برنز و کسب مقام نوزدهمی در این رقابت‌ها بود.